# Musée ferroviaire russe
Le Musée ferroviaire russe, à Saint-Pétersbourg, est installé depuis 2017 sur le site de l'ancien bâtiment du dépôt de locomotives du chemin de fer de Peterhof, près de la gare de Saint-Pétersbourg-Baltique.

## Histoire
La première étape dans l'histoire du musée moderne fut la création en 1978 du Musée ferroviaire d'Octobre.
En 1991, une exposition grandeur nature du matériel ferroviaire du Musée ferroviaire d'Octobre, également connu sous le nom de musée du Matériel ferroviaire du nom de V.V. Chubarov, a été inaugurée en proche banlieue, à la station « Post 16 km » (aujourd'hui musée des Locomotives). La collection a été conservée en ce lieu jusqu'en 2001, après quoi elle a été transférée sur les voies désaffectées de la gare de Saint-Pétersbourg-Varsovie, à Saint-Pétersbourg.
En 2012, il a été décidé de créer un nouveau musée et en 2014, les travaux de construction ont commencé près de la gare de Saint-Pétersbourg-Baltique. L'été 2016, la collection de matériel roulant a déménagé dans les nouveaux bâtiments, où le Musée ferroviaire russe a pu ouvrir ses portes aux visiteurs le 30 octobre 2017.

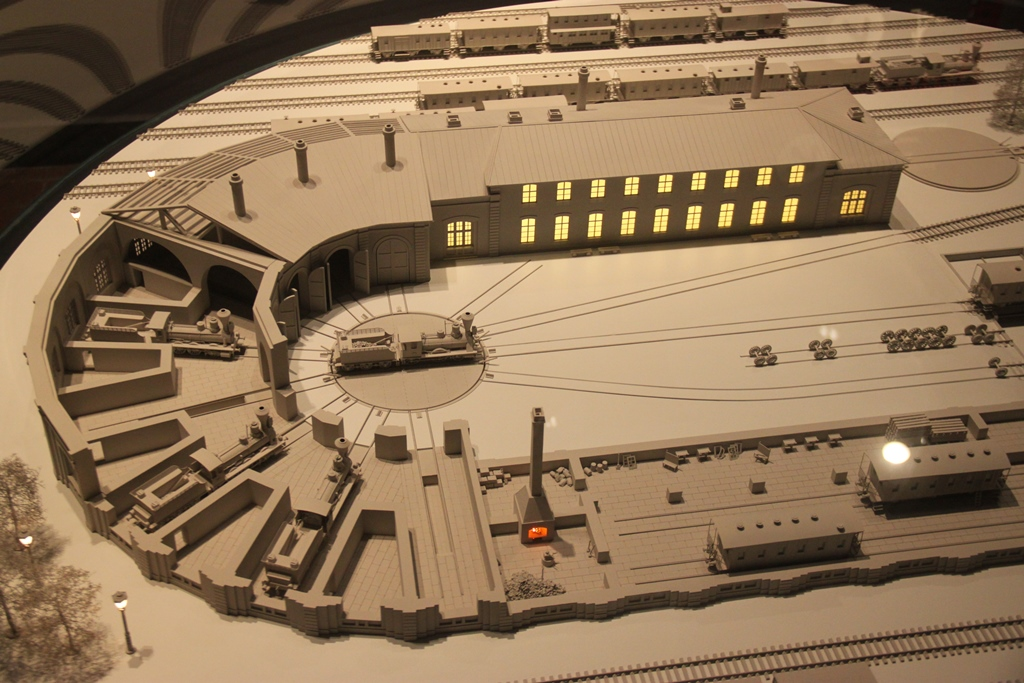
Maquette du nouveau musée, à l’emplacement de l'ancien dépôt de locomotives du chemin de fer de Peterhof.

## Description

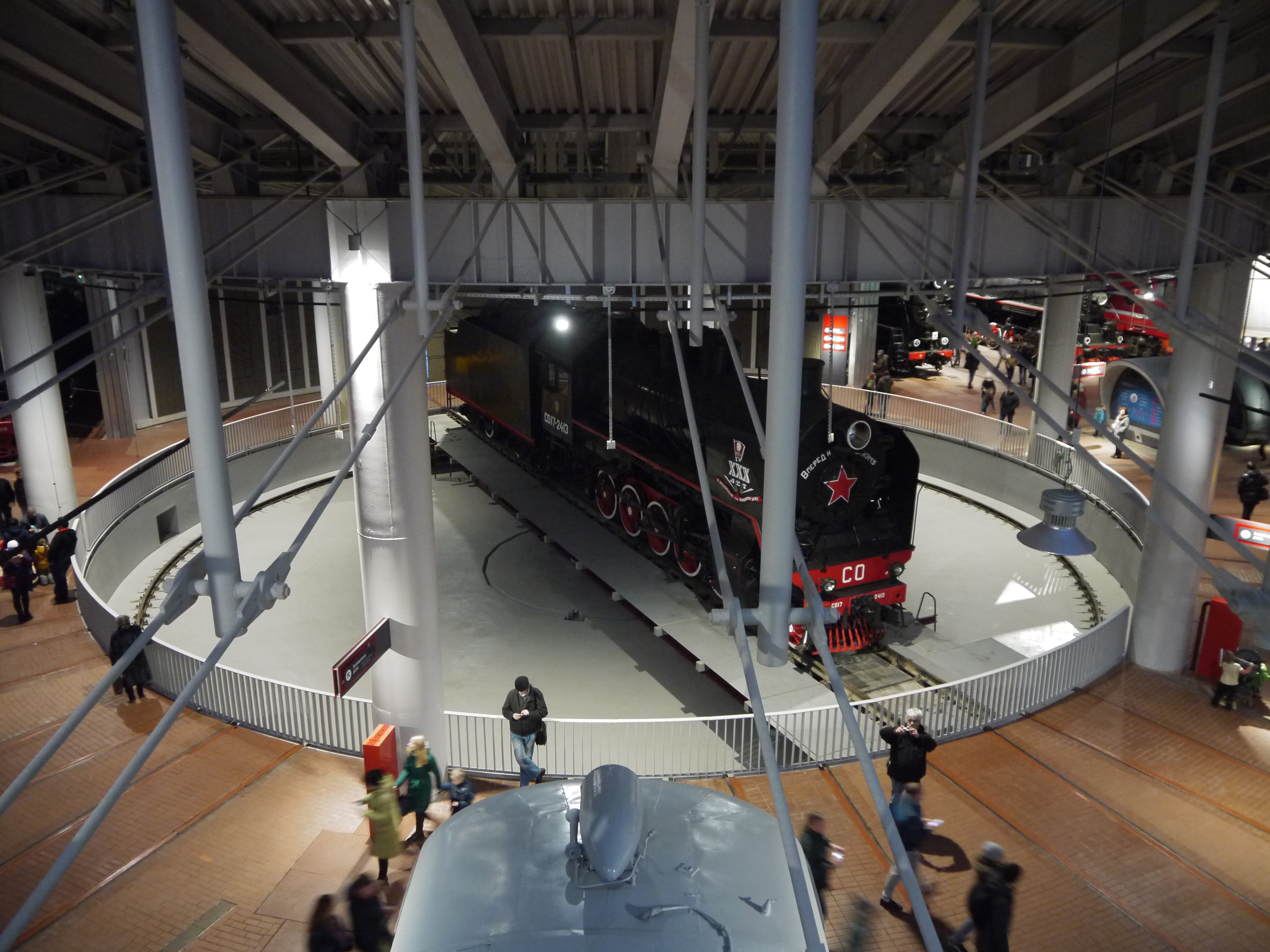
Locomotive à vapeur SO17-2413, présentée sous la rotonde du nouveau bâtiment, ouvert en 2017.

Le Musée ferroviaire russe occupe deux bâtiments reliés entre eux : le bâtiment de l'ancien dépôt de locomotives du chemin de fer de Peterhof, construit dans les années 1850, selon le projet de l'architecte A. Krakau, et en le reprenant dans sa forme, mais plus vaste, un second bâtiment entièrement nouveau, construit selon le projet de l'architecte N. Yavein (bureau d'architecture "Studio 44"). Certaines des expositions sont présentées aux visiteurs dans un espace ouvert. La superficie totale du musée est de plus de 50 000 m², ce qui est comparable en taille à la place du Palais de Saint-Pétersbourg.
L'exposition comprend environ 3 500 pièces, dont 118 unités de matériel roulant historique. L'exposition est consacrée au développement des chemins de fer en Russie et dans le monde, depuis les premières voies ferrées et locomotives à vapeur jusqu'aux trains modernes à grande vitesse. Outre les expositions grandeur nature sont présentés des maquettes, des installations, des objets interactifs et multimédias, des maquettes et des sculptures.
Parmi les objets exposés au Musée ferroviaire russe se trouvent de véritables raretés, telles que le module "Molodets" BZHRK RT-23 UTTH, la locomotive à vapeur S.68, la locomotive à vapeur-citerne L.2023, la locomotive à vapeur FD20, la P36-0251, la locomotive à vapeur Pobieda, la locomotive diesel TEP80-002, une section du train électrique Sokol-250, une voiture-salon du chemin de fer chinois de l'Est, une locomotive à vapeur ER découpée et d'autres pièces d'équipement ferroviaire rares.
Le musée présente des modèles fonctionnels du chemin de fer de Tsarskoïe Selo et de la gare de Vladivostok du chemin de fer transsibérien, ainsi que es complexes multimédias « Locomotive diesel en section », « Plate-forme du temps », « Alimentation en eau d'une locomotive à vapeur » et autres.

## Galerie de photographies

Vues de l'exposition du musée, située à la gare de Saint-Pétersbourg-Varsovie jusqu'en 2016.
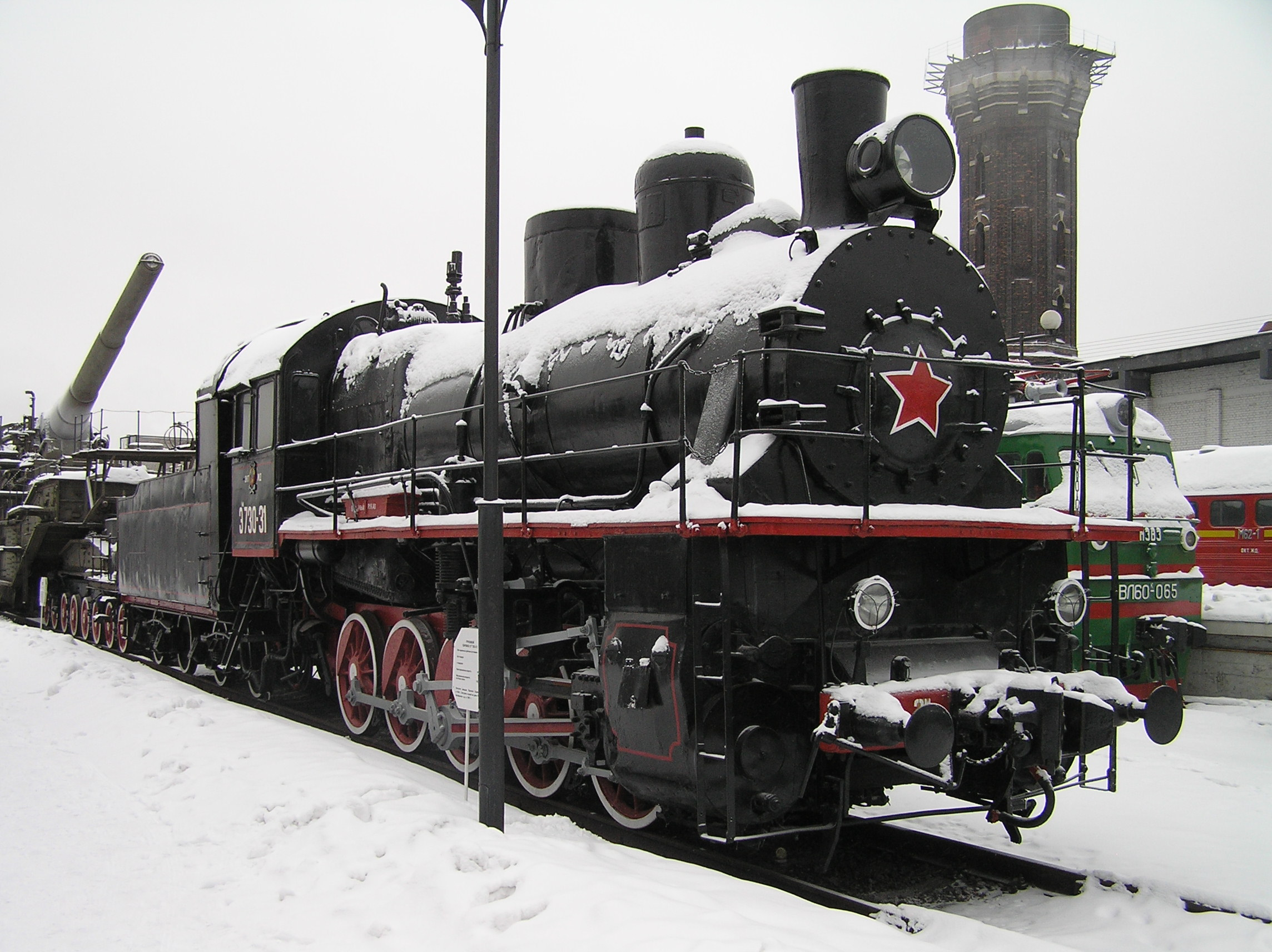
Em 730 31 (0-10-0).
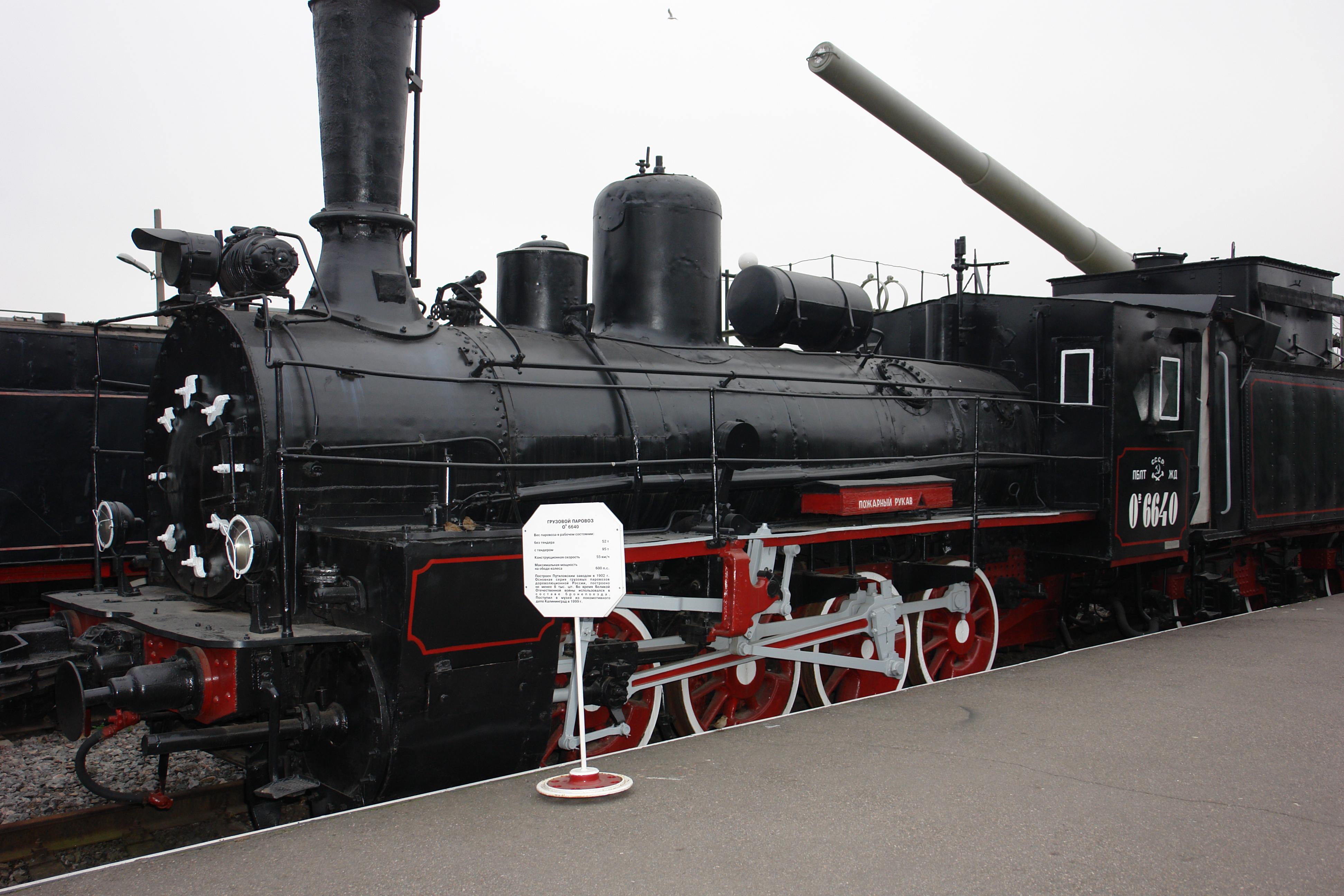
Classe 0, Ov 6640.
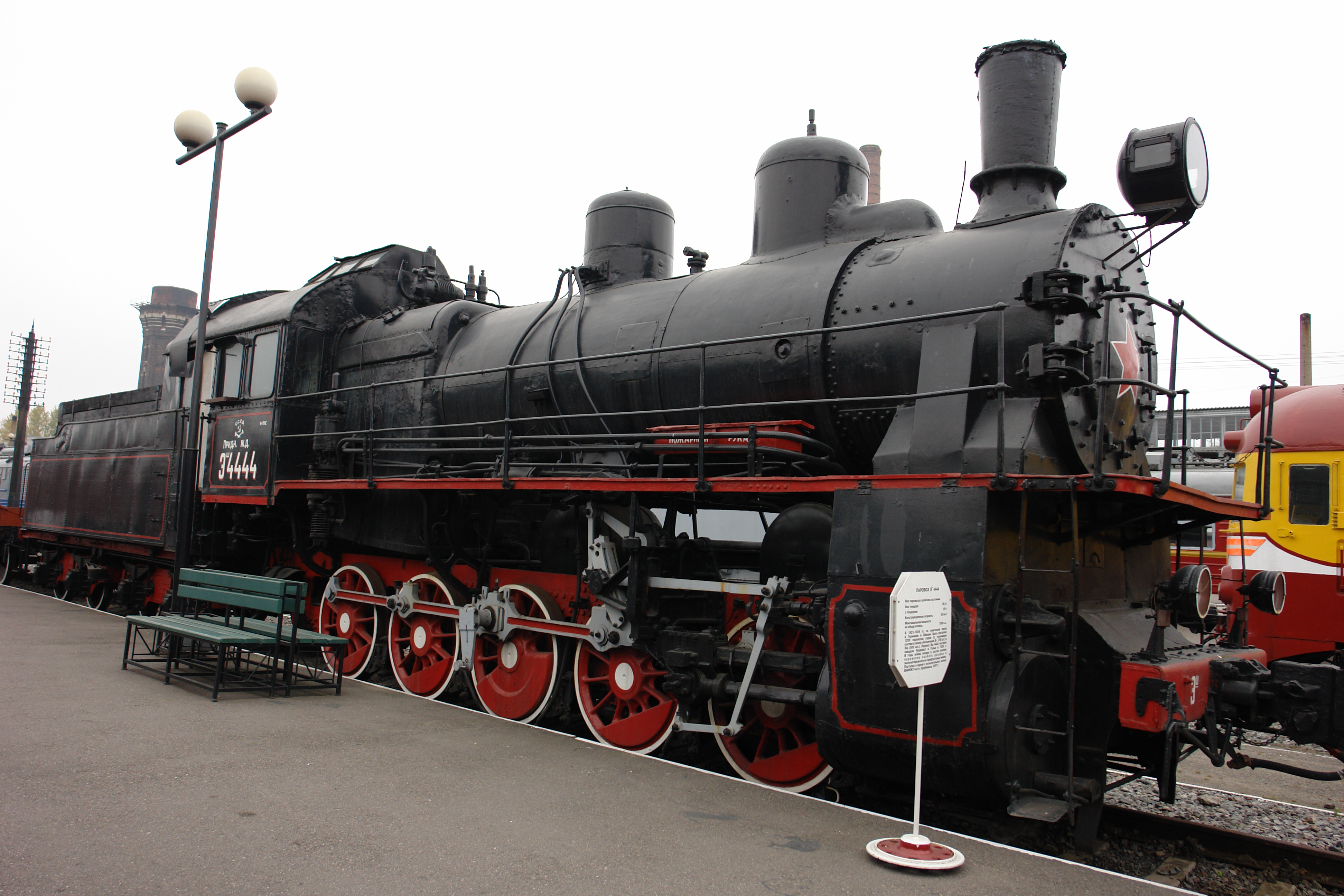
Esh 4444 (0-10-0).
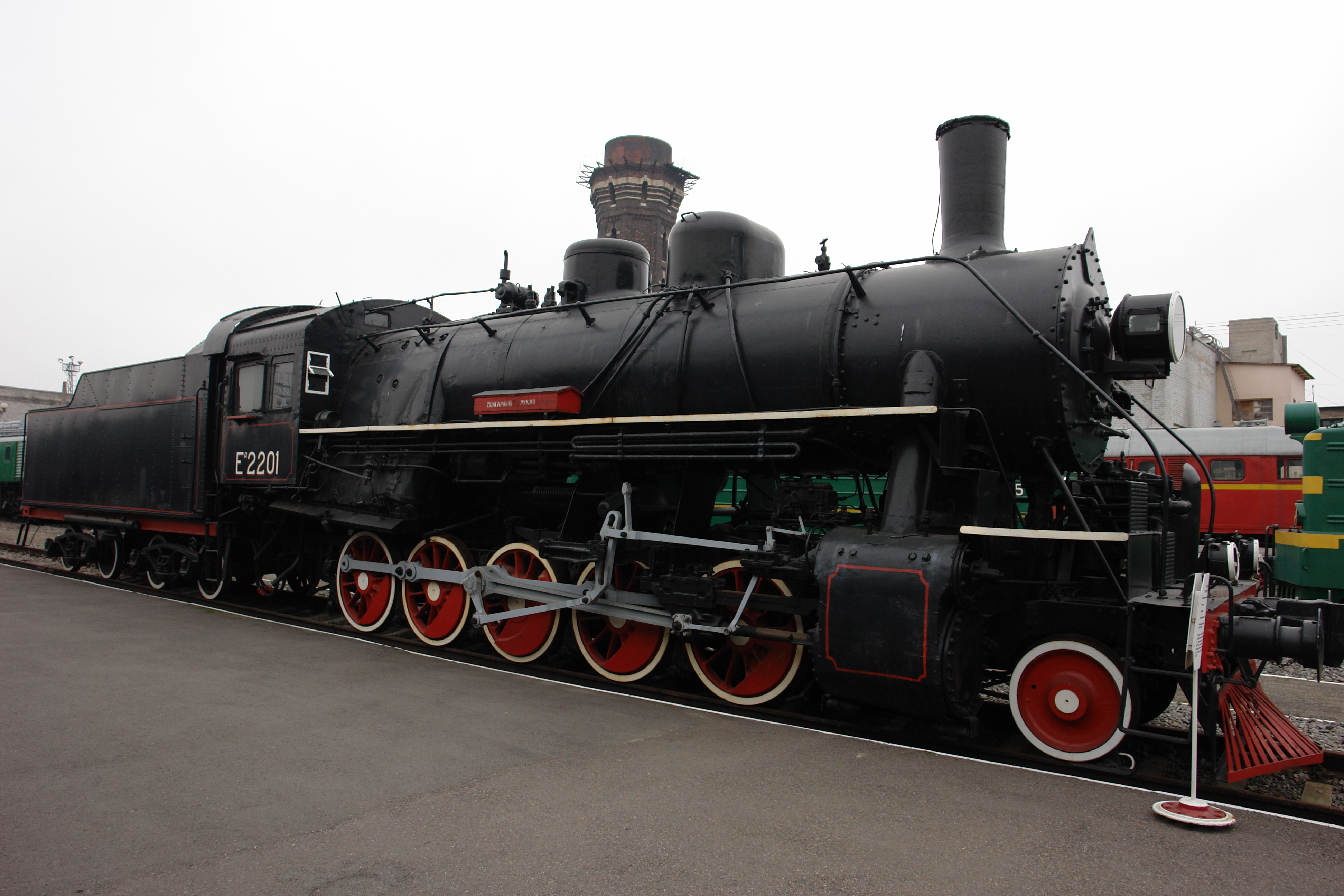
Locomotive russe classe Ye.
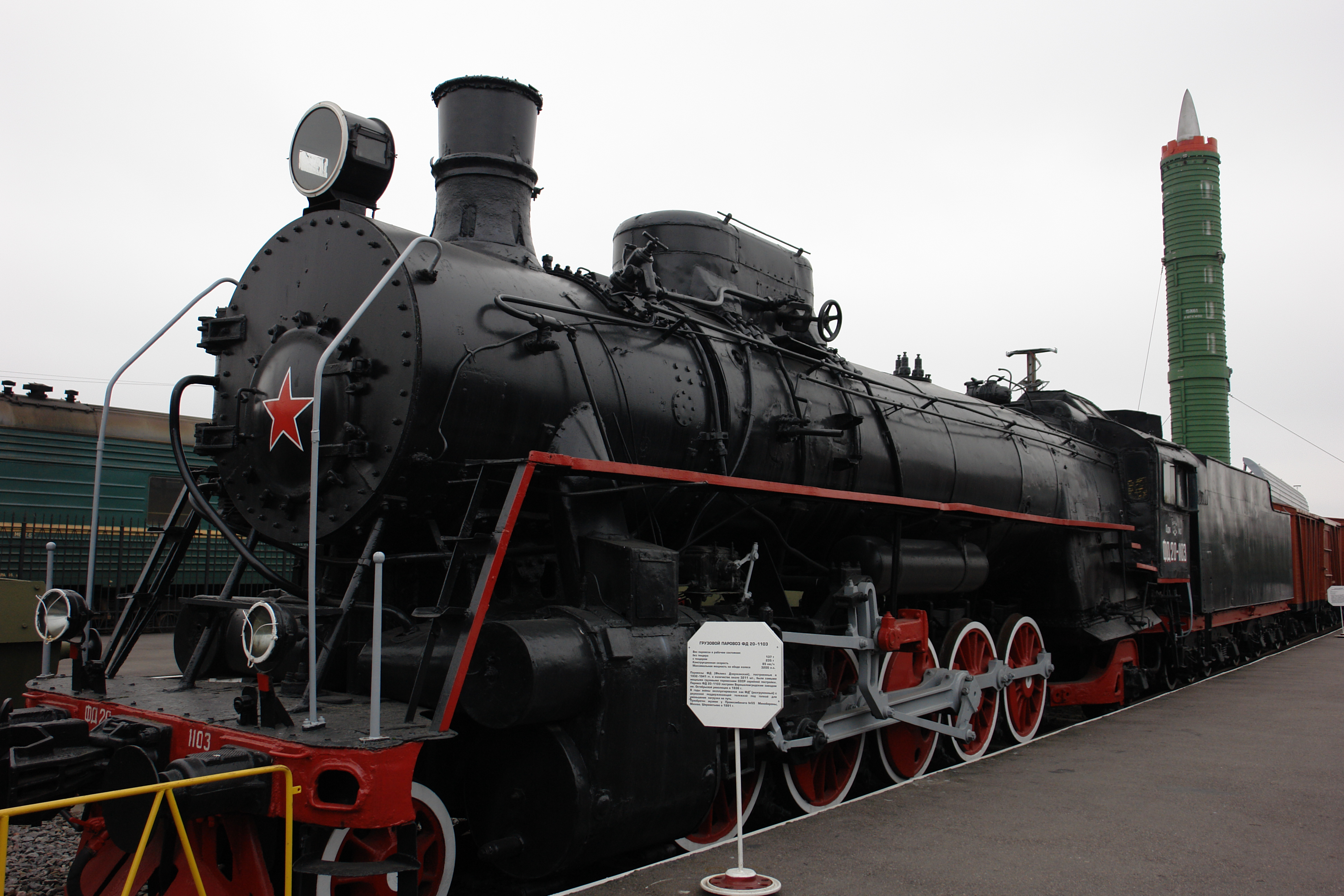
Locomotive russe classe FD.
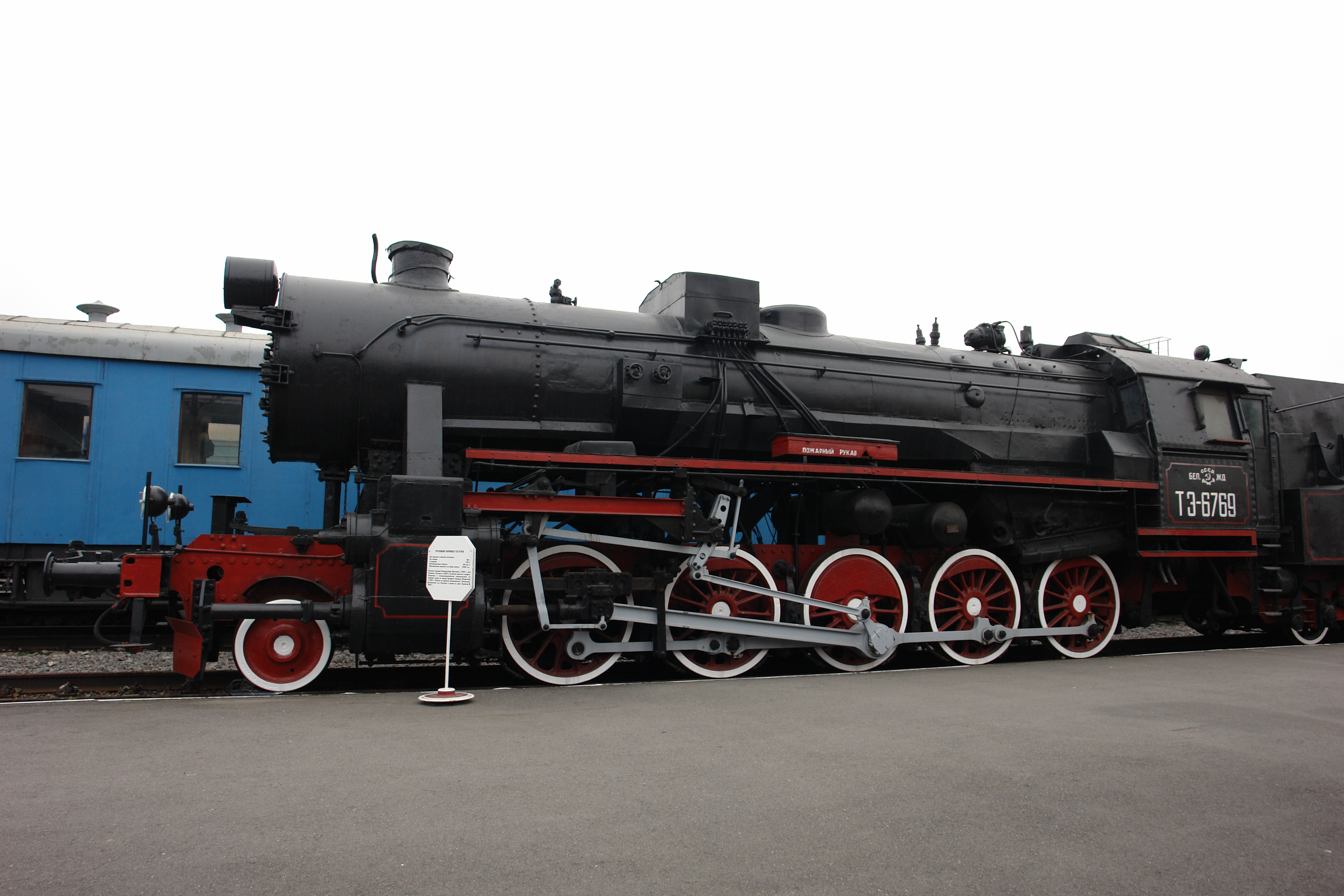
Locomotive russe classe TE 6769 (2-10-0).
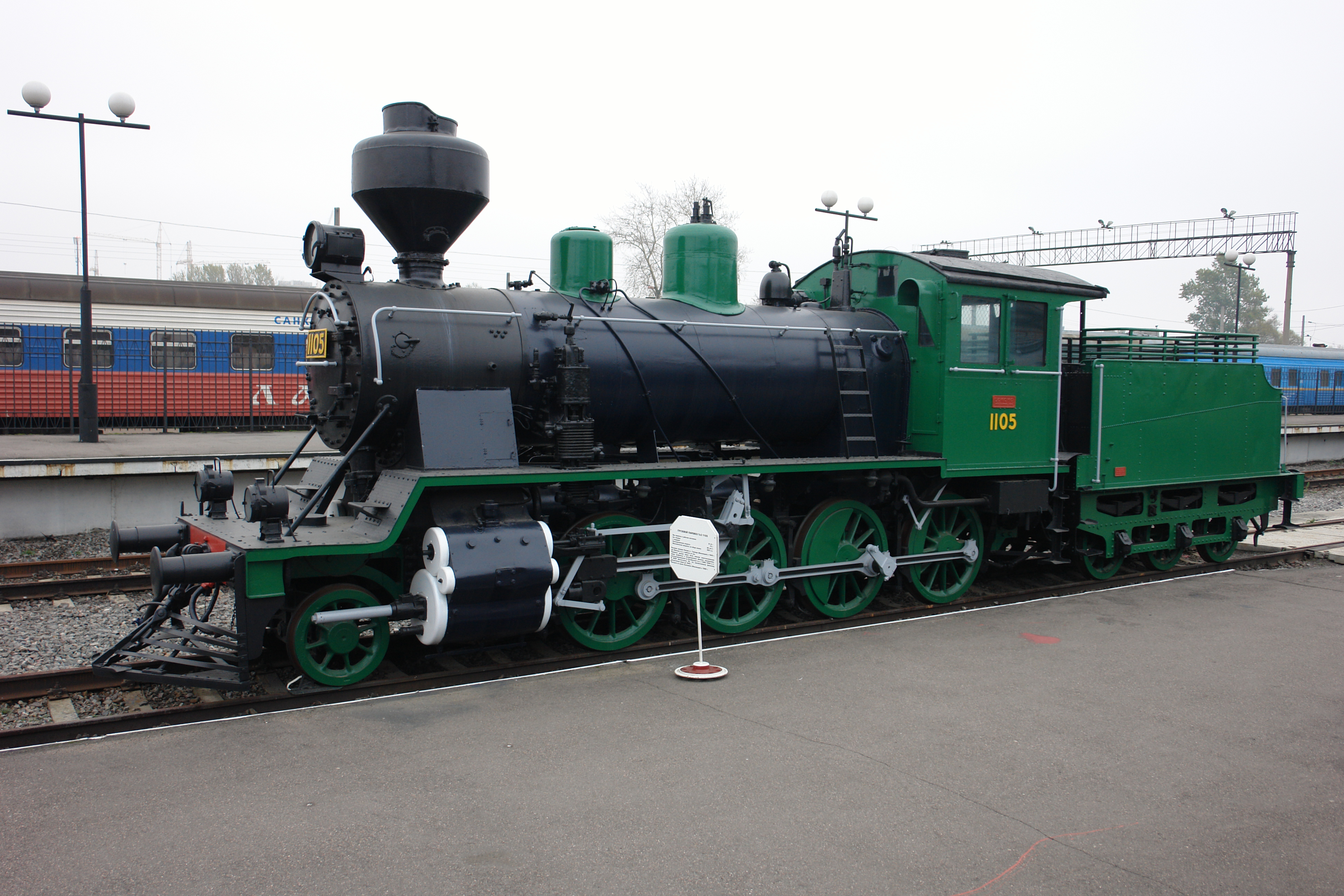
VR Class Tk3 1105 (2-8-0).
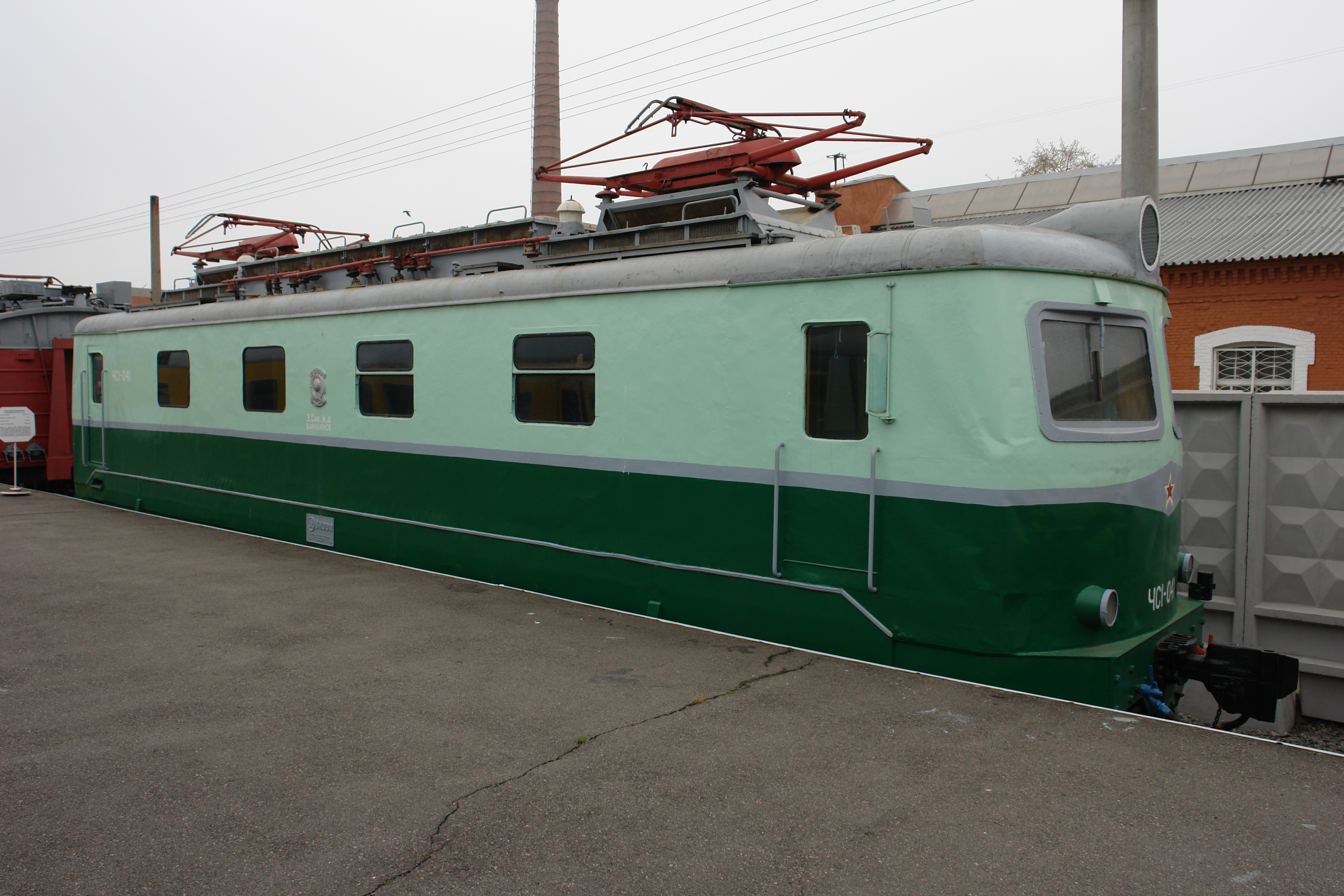
ChS1-041.
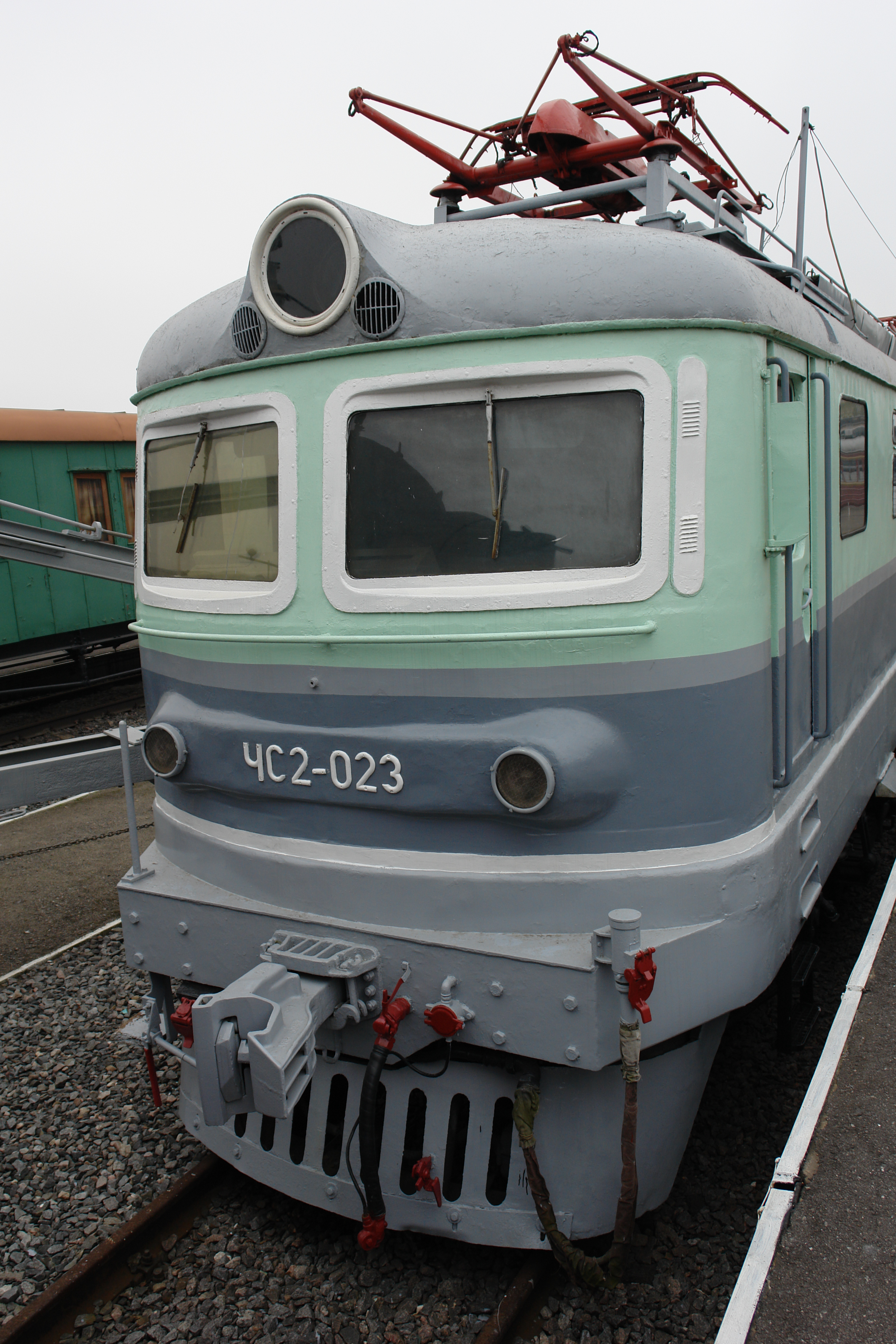
ChS2-023.
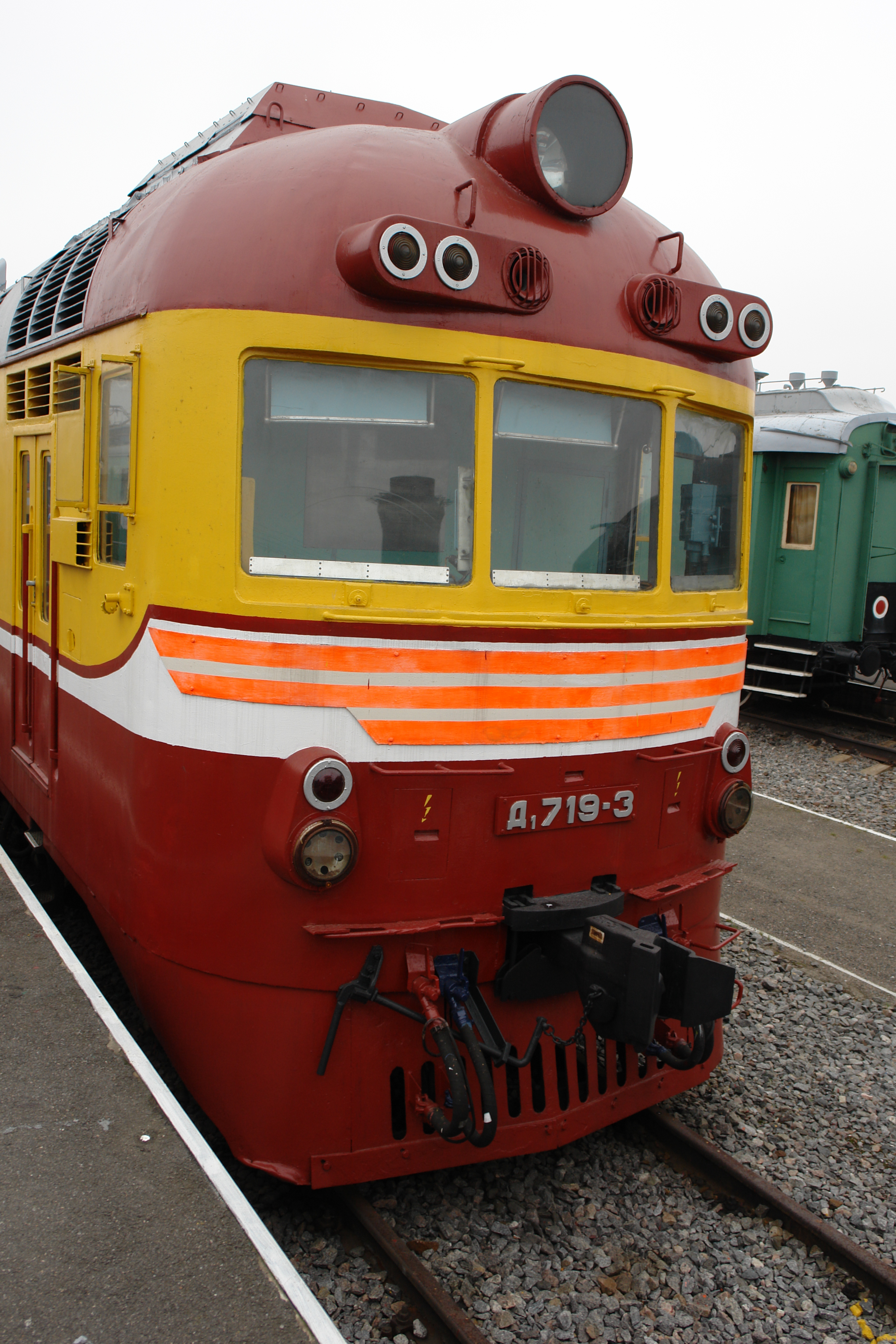
D1 multiple unit D1 719-3.
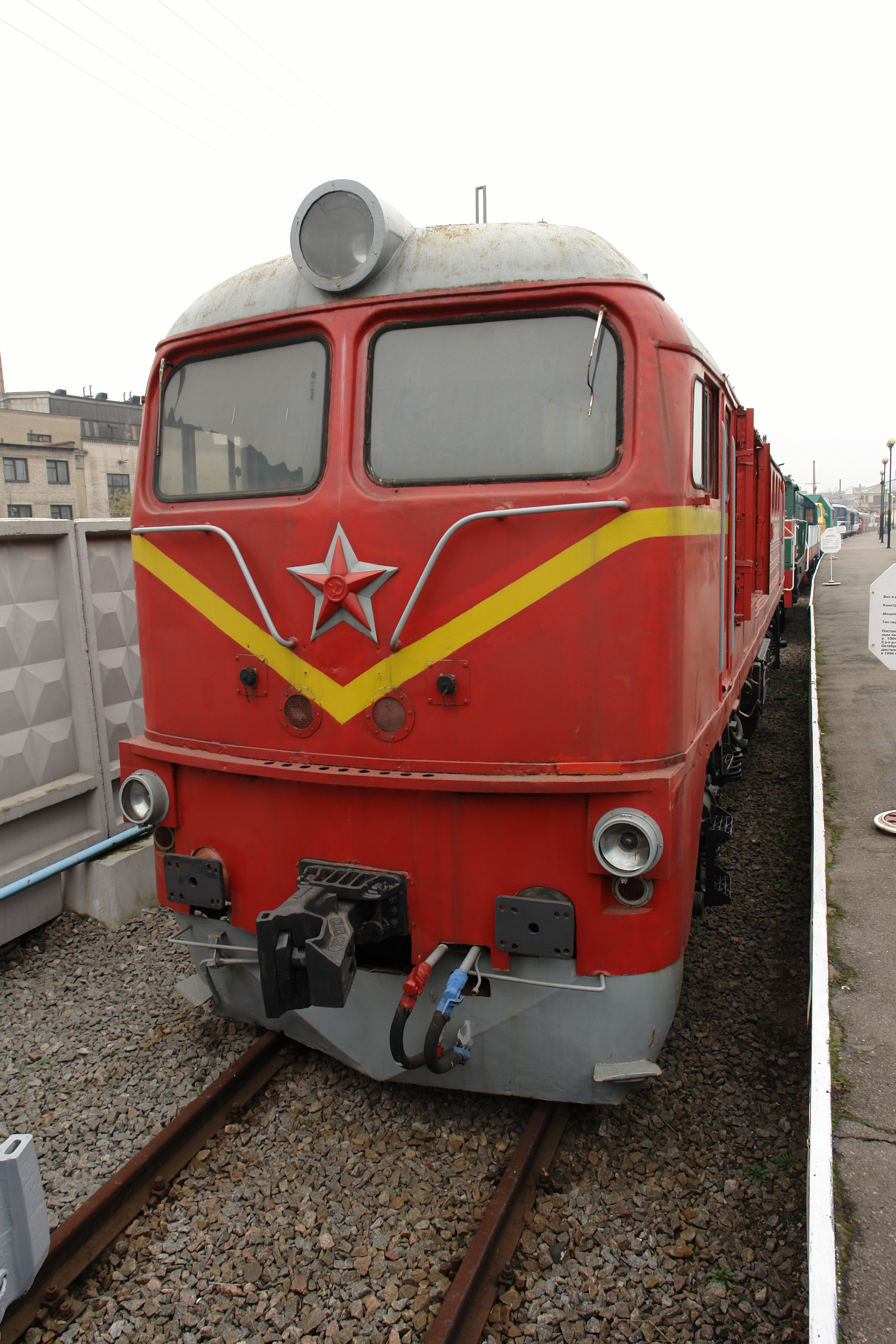
M62 locomotive M62-1.
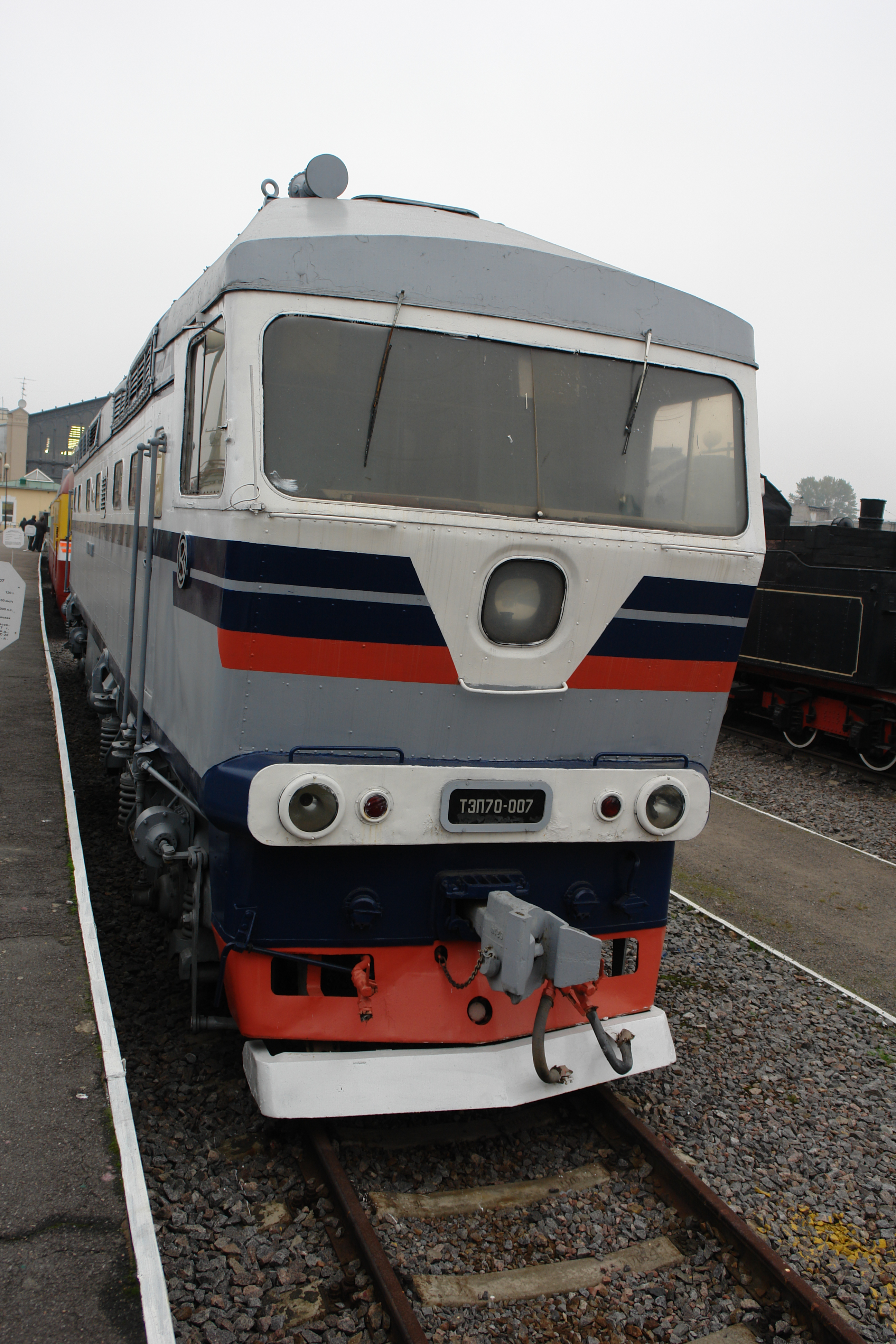
TEP70-0007.
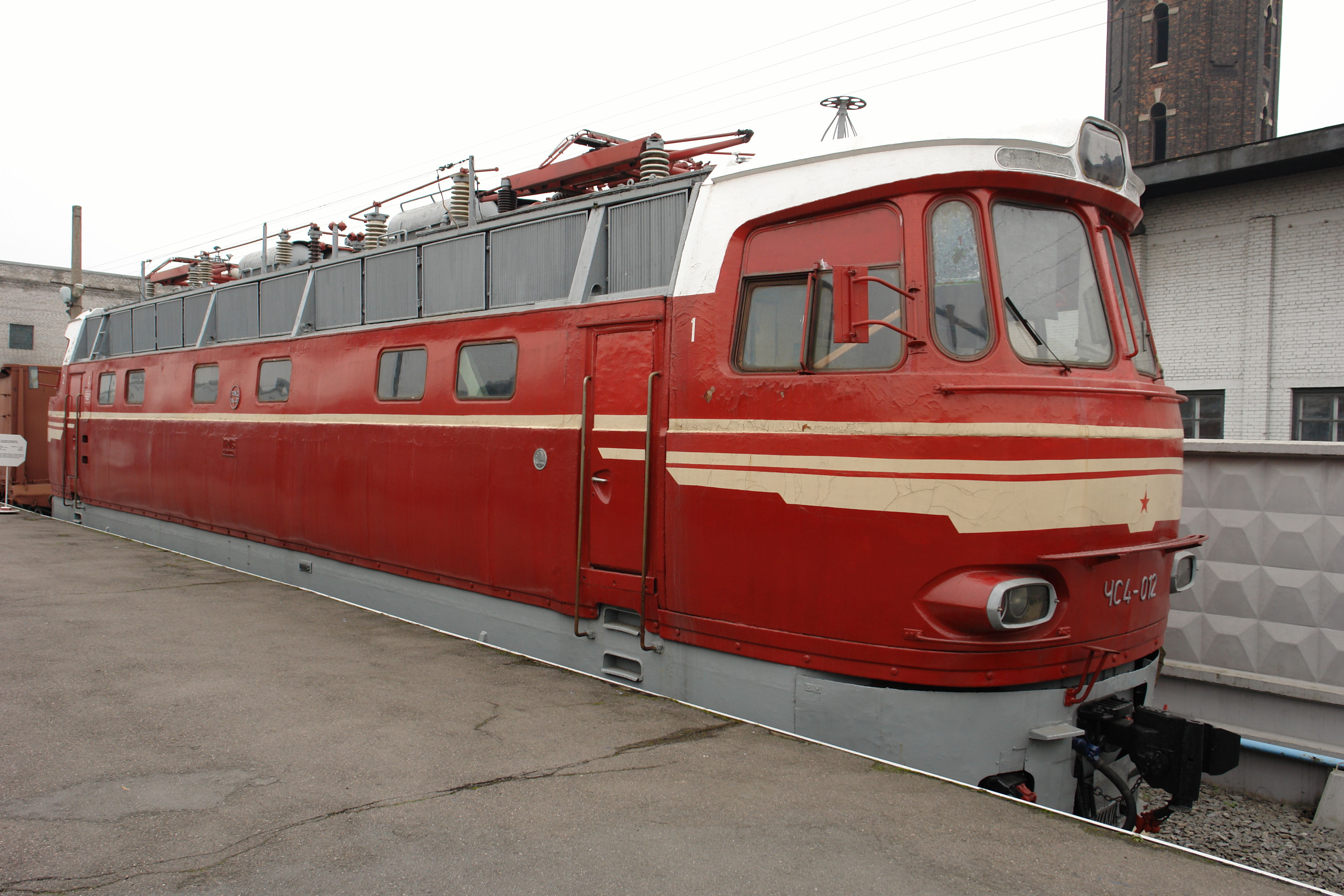
ChS4-012.
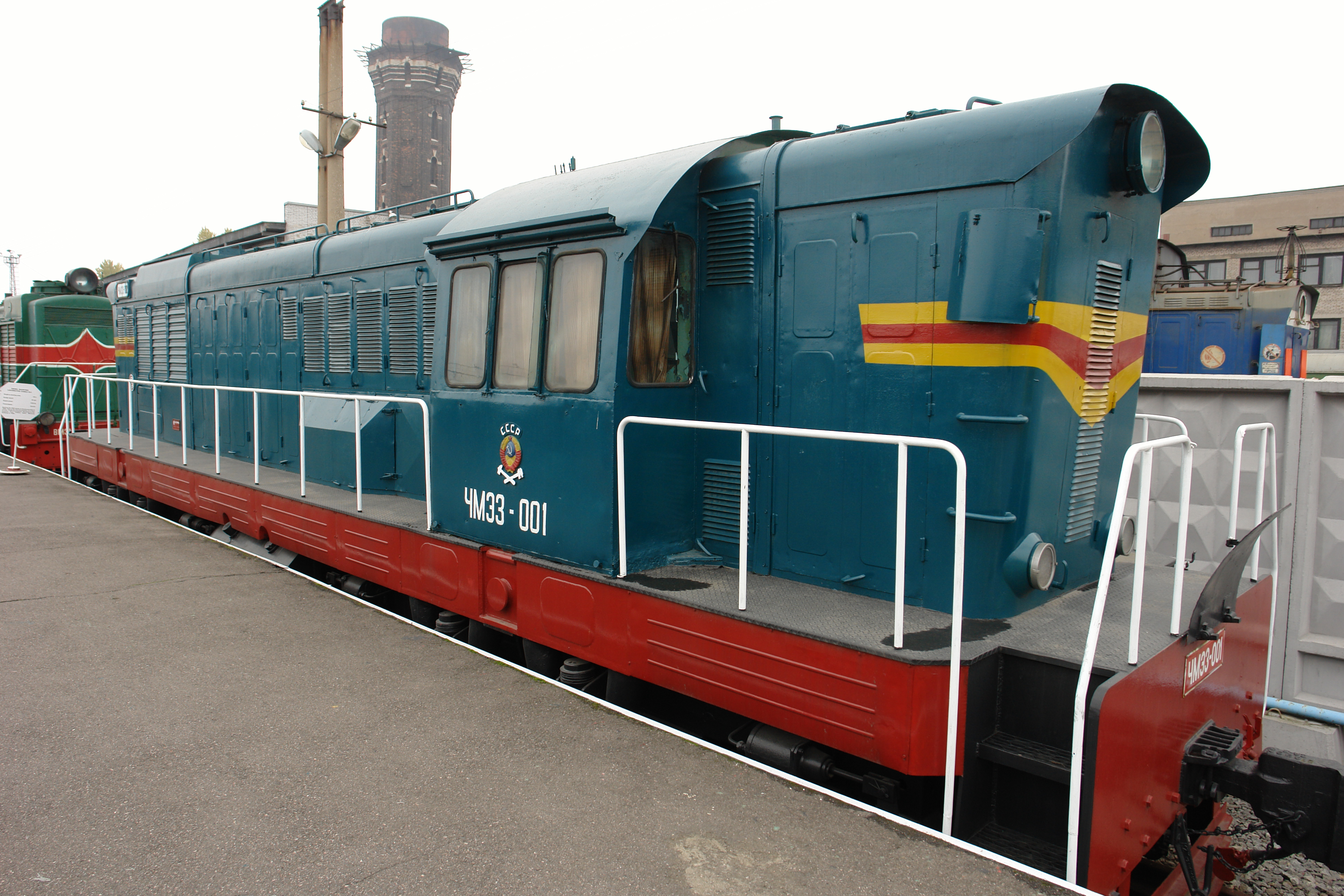
ChME3-001.
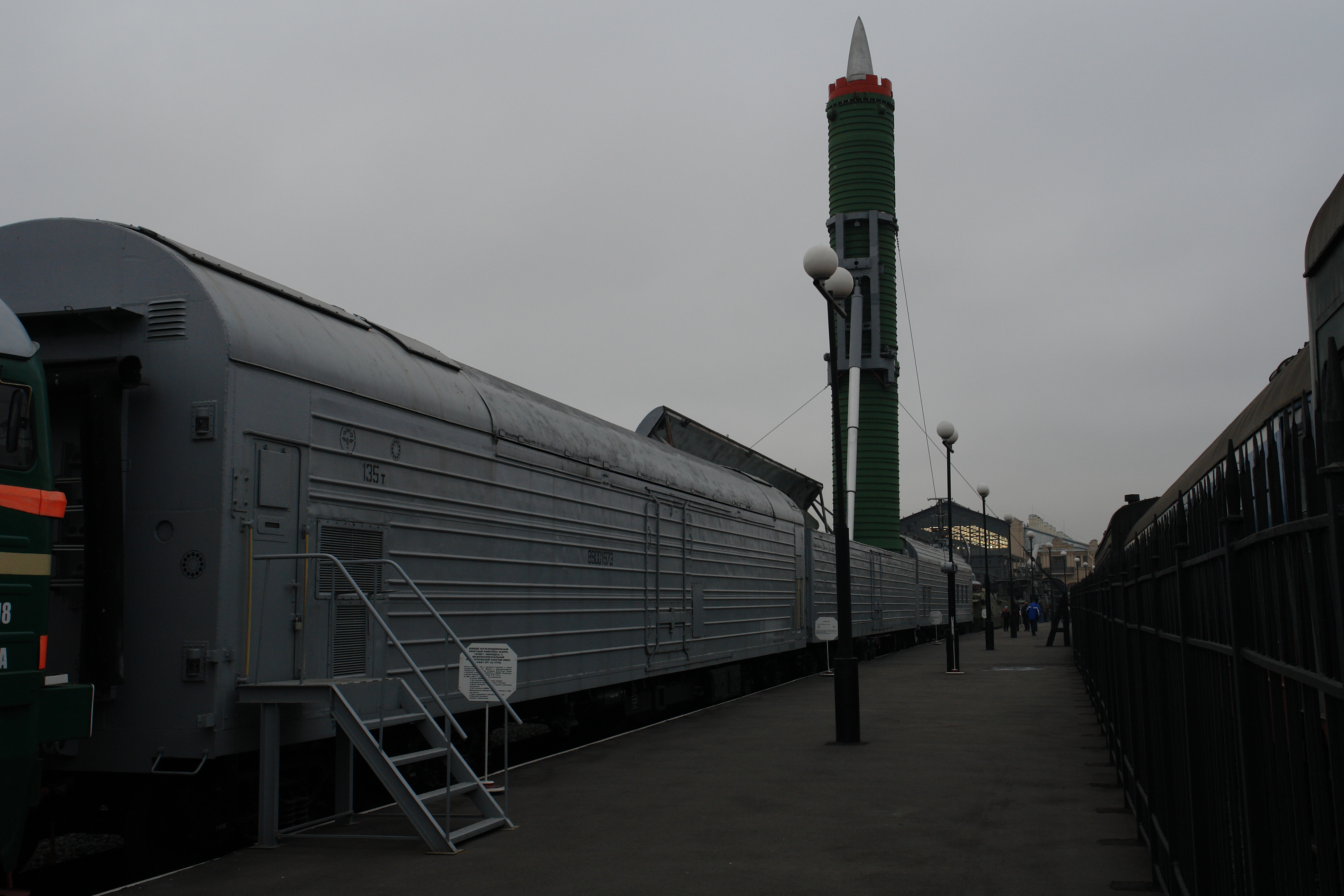
Missile ferroviaire de combat Molodets RT-23 (1987-1991).
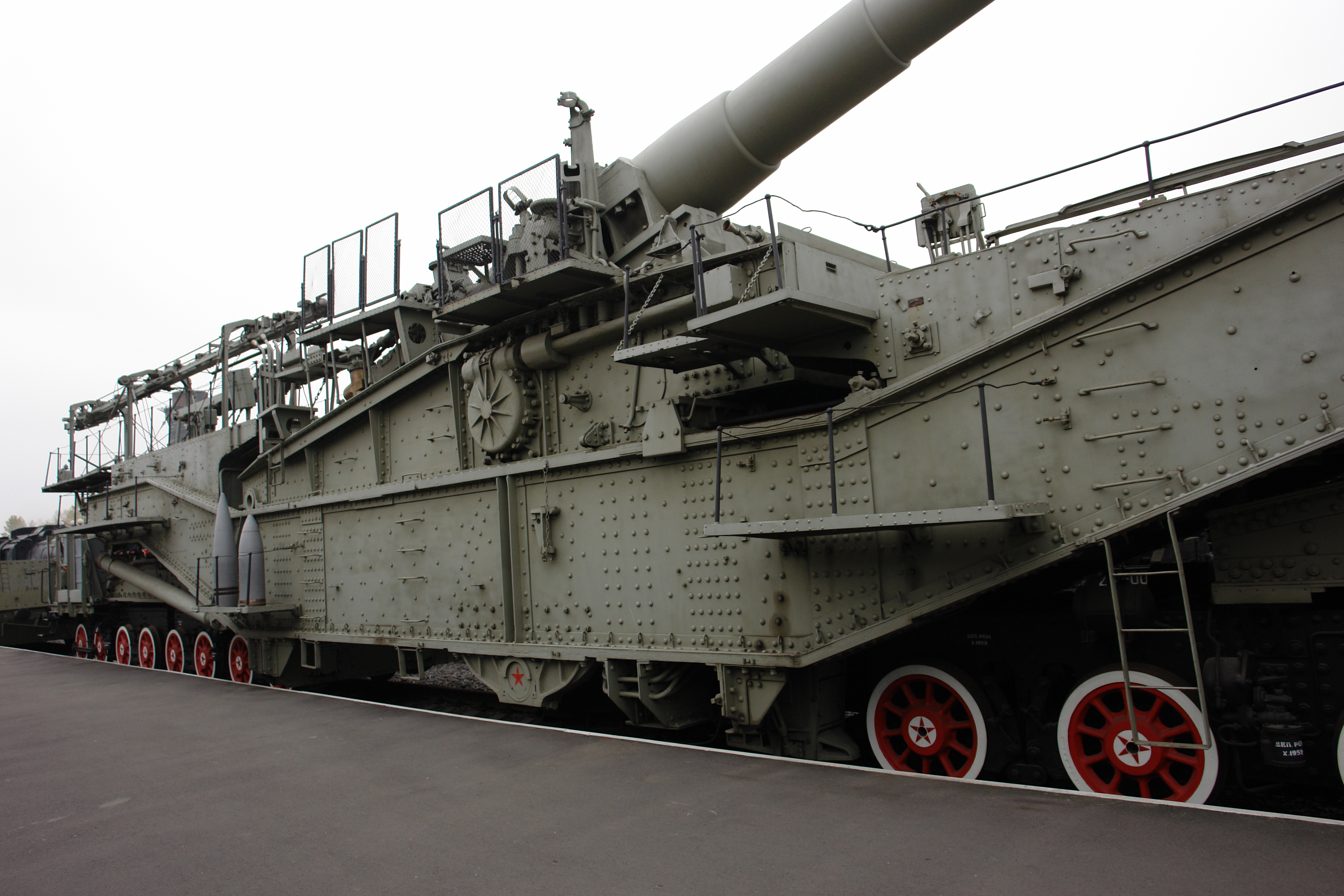
MK-3-12.
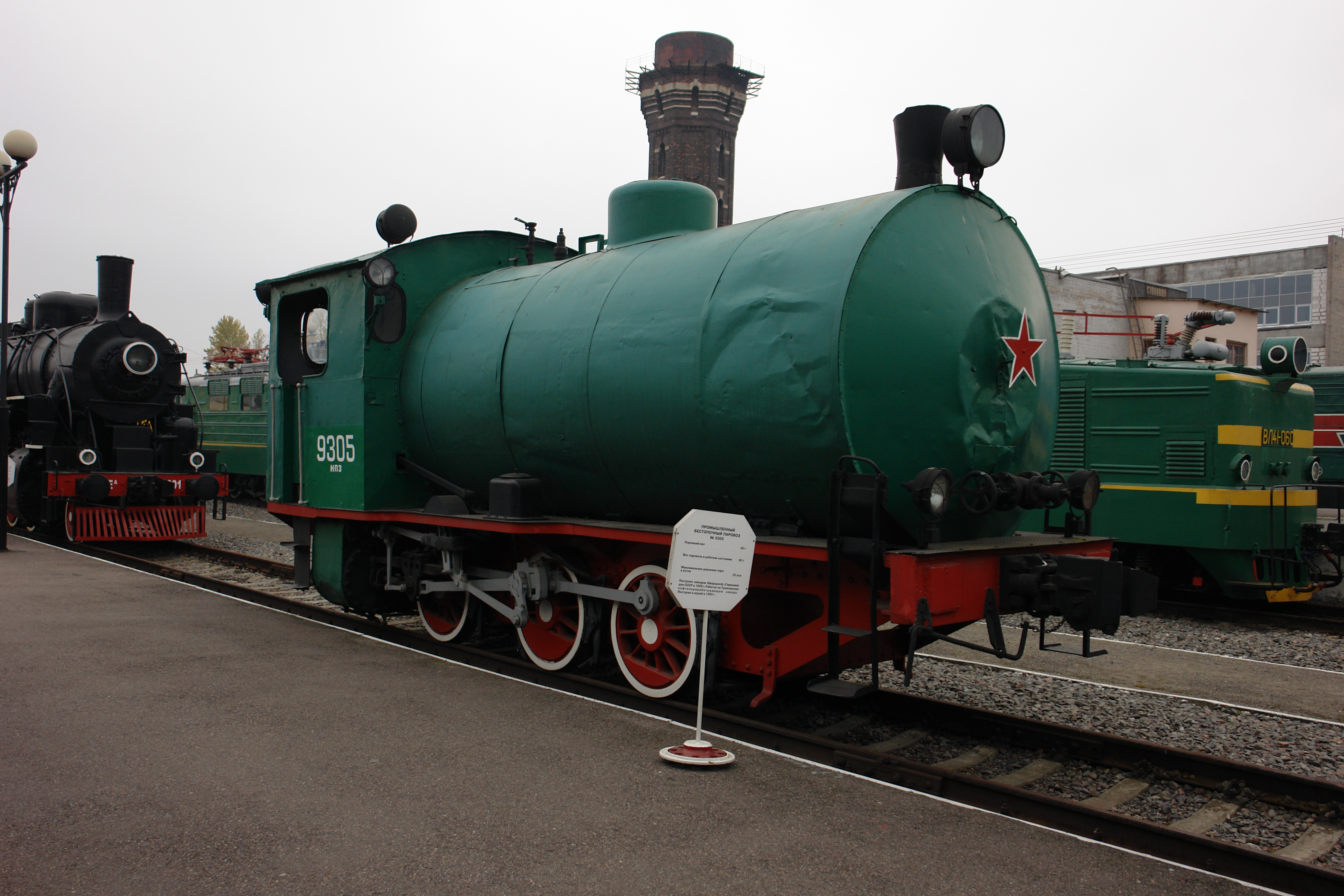
Locomotive industrielle anti-feu No.9305.